# Expo 1985 (Tsukuba)
L'Esposizione specializzata 1985 si svolse a Tsukuba, Giappone, dal 17 marzo al 16 settembre con il tema L'abitazione e i suoi dintorni - Scienza e Tecnologia per l'uomo a casa. Più di 20 milioni di visitatori presero parte all'evento.

## Sito
L'area scelta per ospitare Expo '85 aveva un'estensione di circa 100 ha. Venne suddivisa in otto zone contraddistinte da lettere dalla A alla H.

## Partecipanti
La Expo '85 di Tsukuba vide la partecipazione di 111 Paesi.
| Paesi partecipanti                 | Paesi partecipanti         | Paesi partecipanti | Paesi partecipanti     |
| Africa                             | Africa                     | Africa             | Africa                 |
| ---------------------------------- | -------------------------- | ------------------ | ---------------------- |
| Costa d'Avorio                     | Kenya                      | Senegal            | Tunisia                |
| Zambia                             |                            |                    |                        |
| Asia                               |                            |                    |                        |
| Brunei                             | Cina                       | Egitto             | Filippine              |
| Indonesia                          | Iran                       | Giappone           | Corea del Sud          |
| Nepal                              | Seychelles                 | Sri Lanka          | Thailandia             |
| Turchia                            |                            |                    |                        |
| Americhe                           |                            |                    |                        |
| Brasile                            | Belize                     | Canada             | Costa Rica             |
| Giamaica                           | Panama                     | Rep. Dominicana    | Stati Uniti            |
| Uruguay                            |                            |                    |                        |
| Europa                             |                            |                    |                        |
| Belgio                             | Bulgaria                   | Francia            | Germania Ovest         |
| Italia                             | Portogallo                 | Regno Unito        | Svezia                 |
| Svizzera                           | Unione Sovietica           | Jugoslavia         |                        |
| Oceania                            |                            |                    |                        |
| Australia                          | Figi                       | Kiribati           | Nauru                  |
| Papua Nuova Guinea                 | Samoa                      | Isole Salomone     | Tonga                  |
| Tuvalu                             | Vanuatu                    |                    |                        |
| Organizzazioni                     |                            |                    |                        |
| Organizzazione delle Nazioni Unite | Comunità economica europea | OCSE               | Asian Development Bank |
| Aziende                            |                            |                    |                        |
| Hitachi                            | Toshiba                    | Mitsui             | Sumitomo Group         |
| UCC Ueshima Coffee Co.             | NTT                        | Kōdansha           | Mitsubishi             |
| IBM                                | Karumakan                  | Fujitsu            | TDK                    |
| Matsushita                         | Fuyo Group                 | Sony               | Daiei                  |
| NEC                                | Shūeisha                   |                    |                        |

La Prefettura di Ibaraki, regione che ospitò l'Expo, organizzò un padiglione proprio.

### Padiglioni nazionali

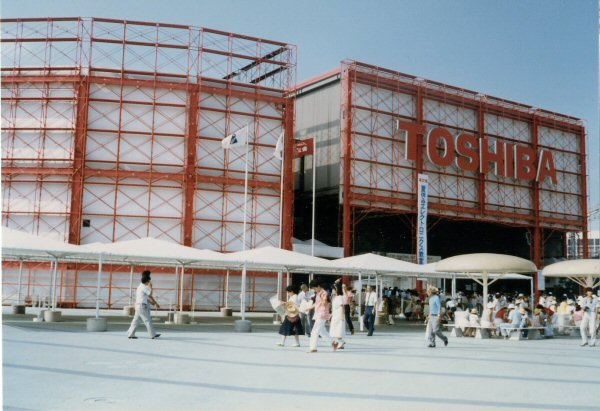
Padiglione della Toshiba

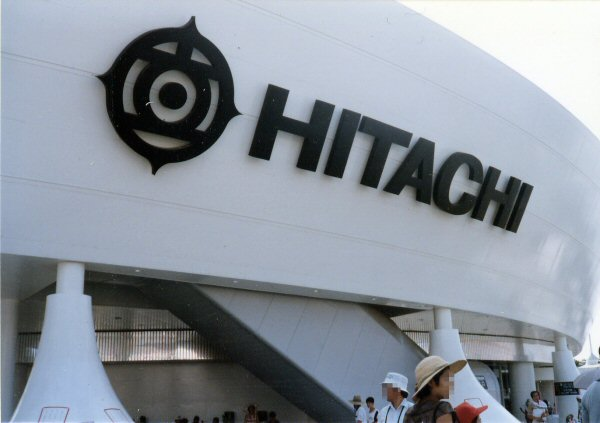
Padiglione della Hitachi

Il sito espositivo venne organizzato tale per cui alcune strutture, potessero ospitare uno o più padiglioni nazionali ma anche quelli delle organizzazioni presenti. Alcune nazioni esposero in più strutture:
- Padiglione A2: Costa Rica, Brasile, Uruguay, Portogallo, Belize
- Padiglione A3: Nepal, Repubblica Dominicana, Panama, Giamaica
- Padiglione B2: Italia, Germania
- Padiglione B3: Australia, Svizzera, Jugoslavia
- Padiglione B4: Regno Unito, Francia, Germania, Italia, Belgio, CEE
- Padiglione F3: Unione Sovietica, padiglione Southern Pacific (Kiribati, Tonga, Tuvalu, Papua Nuova Guinea, Samoa, Isole Salomone, Nauru, Figi, Vanuatu) Ospitava anche il WTO
- Padiglione F4: padiglione africano (Costa d'Avorio, Kenya, Senegal, Zambia), ospitava anche ADB e OECD
- Padiglione G2: Sri Lanka e Indonesia
- Padiglione G3: Thailandia, Brunei, Seychelles, Filippine
- Padiglione G6: Turchia e Tunisia
- Padiglione G7: Iran, Egitto, ospitava anche ISO, INTELSAT, INMARSAT, ITU

### Padiglioni delle organizzazioni
Nella zona C il padiglione della Organizzazione delle Nazioni Unite ospitò anche tutte le organizzazioni e commissioni che di essa fan parte.
Alcune organizzazioni internazionali condividevano le strutture espositive con i Paesi ospiti.
Nel Padiglione  Italiano, le sculture di Alik Cavaliere, Carlo Mo e Giò Pomodoro rappresentavano l'arte in Italia.

## Immagine della Expo

### Logo
Il logo della Expo di Tsukuba voleva rappresentare un'immagine del futuro, incorporando l'Universo, la Terra, L'Uomo la Scienza e l'Arte. Il triangolo blu con all'interno due anelli paralleli voleva simboleggiare il monte Tsukuba, punto di osservazione verso un futuro migliore, e i suoi tre lati i tre temi centrali della Expo: uomo, abitazione e l'ambiente. I due anelli simboleggiano invece l'armonia tra Uomo e Scienza. Venne disegnato da Ikko Tanaka.

### Mascotte
La mascotte della Expo 1985 venne selezionata tra i disegni di tutti i bambini delle scuole giapponesi. Il vincitore fu Maki Takagaki, che disegnò Cosmo Hoshimaru, un piccolo alieno.

## Galleria d'immagini

Francobolli commemorativi
Timbro postale commemorativo
500 yen emessi in occasione della Expo 1985